# Communauté de communes de Val de Tardoire
La  Communauté de communes de Val de Tardoire est une ancienne communauté de communes française, située dans le département de la Charente, dans la région Nouvelle-Aquitaine.

## Historique
Trop petite et manquant de ressources financières suffisantes, elle est dissoute et ses communes (sauf Rancogne qui rejoint la CC Bandiat-Tardoire) rejoignent la CC Seuil Charente-Périgord le 1er janvier 2008.

## Administration
- Régime fiscal (au 01/01/2005): fiscalité additionnelle.

### Liste des présidents
| Période | Période       | Identité         | Étiquette | Qualité |
| ------- | ------------- | ---------------- | --------- | ------- |
| ?       | décembre 2007 | Jean-Louis Sutre |           |         |

### Siège
Mairie de Saint-Sornin, 16220 Saint-Sornin.

## Composition
Elle regroupait cinq communes le 1er janvier 2007 :
| Nom                  | Code Insee | Gentilé      | Superficie (km2) | Population (dernière pop. légale) | Densité (hab./km2) |
| -------------------- | ---------- | ------------ | ---------------- | --------------------------------- | ------------------ |
| Saint-Sornin (siège) | 16353      |              | 11,27            | 853 (2014)                        | 76                 |
| Orgedeuil            | 16250      |              | 10,39            | 227 (2014)                        | 22                 |
| Rancogne             | 16274      | Rancognois   | 12,52            | 383 (2014)                        | 31                 |
| Vilhonneur           | 16406      | Vilhonnorois | 9,36             | 381 (2014)                        | 41                 |
| Vouthon              | 16421      |              | 10,38            | 429 (2014)                        | 41                 |

## Compétences
Nombre total de compétences exercées en 2007 : 9.